# Ferdinand von Stülpnagel
Ferdinand Wolf Louis Anton von Stülpnagel (ur. 10 stycznia 1813 w Berlinie, zm. 11 sierpnia 1885 na Norderney) – generał piechoty Armii Cesarstwa Niemieckiego, wojskowy gubernator Berlina w latach 1873-1875.

## Życiorys
Urodził się w styczniu 1813 roku w Berlinie i wychowywał się w Królewcu, gdzie ukończył gimnazjum. W 1829 otrzymał specjalne zezwolenie na rozpoczęcie służby w Armii Królestwa Prus mimo nieukończenia 17 roku życia. Wstąpił do 3. Pułku Piechoty i w 1831 roku otrzymał pierwszy stopień oficerski (niem. Sekondeleutnant). Od 1835 roku pełnił funkcję adiutanta pułku. W 1838 roku został oddelegowany do domu kadetów w Berlinie, gdzie prowadził zajęcia z gimnastyki, a w 1840 roku awansował na stopień porucznika (niem. Premierleutnant). W 1847 roku, w stopniu kapitana (niem. Hauptmann), powrócił do czynnej służby wojskowej i został przydzielony do 24. Pułku Piechoty. Podczas wiosny ludów uczesniczył w tłumieniu rozruchów na terenie Palatynatu i Badenii. W 1849 roku skierował wiosek do Ministerstwa Wojny o przeniesienie do Szlezwiku-Holsztynu, jednak uzyskał decyzję odmowną. W 1854 roku został awansowany na stopień majora i objął dowództwo nad batalionem Landwehry we Wriezen. W 1855 roku został przeniesiony do Berlina na identyczne stanowisko, a już dwa lata później został członkiem sztabu IV Korpusu Amijnego w Magdeburgu. W 1859 roku, po awansie na podpułkownika (niem. Oberstleutnant) przeniesiono go na stanowisko szefa sztabu III Korpusu Armijnego w Berlinie, którego dowódcą był książę Fryderyk Karol. Funkcję tę pełnił do 1863 roku, kiedy awansował na pułkownika (niem. Oberst) i został tymczasowym dowódcą 41. Pułku Piechoty. Już rok później objął dowództwo nad 2. Brygadą Piechoty. Wraz z wybuchem wojny prusko-austriackiej, w stopniu generała majora (niem. Generalmajor), powrócił na stanowisko szefa sztabu III Korpusu, gdzie został głównym kwatermistrzem I Armii utworzonej na bazie tego Korpusu. Za udział w konflikcie został odznaczony Orderem Pour le Mérite i otrzymał stanowisko dowódcy 5 Dywizja Piechoty wraz z awansem na generała porucznika (niem. Generalleutnant). Po wybuchu wojny z Francją jego dywizja znalazła się pod rozkazami księcia Fryderyka Karola i odegrała kluczową rolę w bitwie pod Mars-la-Tour. W jej trakcie koń gen. von Stülpnagela został trafiony odłamkiem granatu, a sam generał został ranny w nogę. W kolejnych miesiącach kampanii uczestniczył w bitwie pod Beaune-la-Rolande oraz wspierał działania X Korpusu Armijnego. Po zawarciu pokoju frankurckiego objął dowództwo nad XIII Korpusem Armijnym i na tym stanowisku przygotowywał jednostkę do integracji z Armią Pruską. W 1873 roku, po awansie na generał piechoty (niem. General der Infanterie) został wojskowym gubernatorem Berlina. Dwa lata później przeszedł w stan spoczynku oraz został mianowany szefem 48. Pułk Piechoty, który po jego śmierci w 1885 roku otrzymał nazwę 5 Brandenburski Pułk Piechoty im. von Stülpnagela.

## Odznaczenia
Odznaczenia gen. von Stülpnagela to między innymi:
- Krzyż Wielki Orderu Orła Czerwonego z liśćmi dębu
- Wielki Komtur Orderu Hohenzollernów z mieczami na pierścieniu
- Order Pour le Mérite z liśćmi dębu
- Gwiazda Komtura Orderu Hohenzollernów
- Krzyż Żelazny I klasy
- Komandor II klasy Orderu Alberta Niedźwiedzia (Anhalt)
- Krzyż Zasługi Wojskowej II klasy (Meklemburgia)
- Cesarski i Królewski Order Orła Białego (Imperium Rosyjskie)
- Order Świętego Jerzego IV klasy (Imperium Rosyjskie)
- Komandor II klasy Orderu Ernestyńskiego (Saksonia)
- Krzyż Wielki Orderu Zasługi Wojskowej (Wirtembergia)